# Maria Schöpfer-Volderauer
Maria Schöpfer-Volderauer (* 7. Juli 1904 in Wien als Maria Pauline Josefine Friederike Volderauer; † 17. November 1994 in Salzburg) war eine österreichische Schriftstellerin.

## Leben
Schöpfer-Volderauer war die Tochter des Lehrers Ludwig Volderauer (1854–1933) und der Marie Michel (* 1872). Sie heiratete am 22. Mai 1928 den späteren Direktor des Salzburger Schlachthofs Eduard Schöpfer (1894–1956), mit dem sie nach Salzburg zog.
Sie verfasste Liedertexte, Lyrik und kleinere Prosatexte, später auch einen Band Salzburger Erinnerungen.

## Werke
- Zwischen Traum und Wachen. Gedichte. Europäischer Verlag, Wien 1967
- Salzburger Erinnerungen. Ein Familienbild aus dem 19. Jahrhundert. Verlag der Salzburger Druckerei, Salzburg 1988, ISBN 978-3-85338-165-6.